# Lanlongkou (köpinghuvudort i Kina, Qinghai Sheng, lat 36,77, long 101,47)
Lanlongkou (kinesiska: 拦隆口, 拦隆口镇) är en köpinghuvudort i Kina. Den ligger i provinsen Qinghai, i den nordvästra delen av landet, omkring 30 kilometer nordväst om provinshuvudstaden Xining. Antalet invånare är 36 601. Befolkningen består av 17 685 kvinnor och 18 916 män. Barn under 15 år utgör 21,0 %, vuxna 15-64 år 72 %, och äldre över 65 år 6,0 %.
Runt Lanlongkou är det tätbefolkat, med 881 invånare per kvadratkilometer. Närmaste större samhälle är Duoba, 13,4 km söder om Lanlongkou. Trakten runt Lanlongkou består i huvudsak av gräsmarker.
Genomsnittlig årsnederbörd är 518 millimeter. Den regnigaste månaden är juli, med i genomsnitt 138 mm nederbörd, och den torraste är januari, med 2 mm nederbörd.